# Calyptraster personatus
Calyptraster personatus is een zeester uit de familie Pterasteridae.
De wetenschappelijke naam van de soort werd in 1885 gepubliceerd door Edmond Perrier.